# Баричка (Підкарпатське воєводство)
Баричка (пол. Baryczka) — село в Польщі, у гміні Небилець Стрижівського повіту Підкарпатського воєводства.
Населення — 1011 осіб (2011).

## Етнографія
Науковці зараховували жителів даної місцевості до замішанців — проміжної групи між лемками і надсянцями.

## Історія
В 1787 р. село налічувало 67 хат, у яких проживав 461 мешканець.
Українці-грекокатолики села поступово зазнавали процесів латинізації та подальшої полонізації. Вони належали до парафії Близенька Дуклянського, а з 1843 року — Короснянського деканату. Метричні книги велися з 1776 року.
Після Другої світової війни село опинилось на теренах ПНР.
У 1975-1998 роках село належало до Ряшівського воєводства.

## Демографія
Демографічна структура станом на 31 березня 2011 року:
|          | Загалом | Допрацездатний вік | Працездатний вік | Постпрацездатний вік |
| -------- | ------- | ------------------ | ---------------- | -------------------- |
| Чоловіки | 491     | 97                 | 350              | 44                   |
| Жінки    | 520     | 99                 | 288              | 133                  |
| Разом    | 1011    | 196                | 638              | 177                  |